# Образование в Техасе

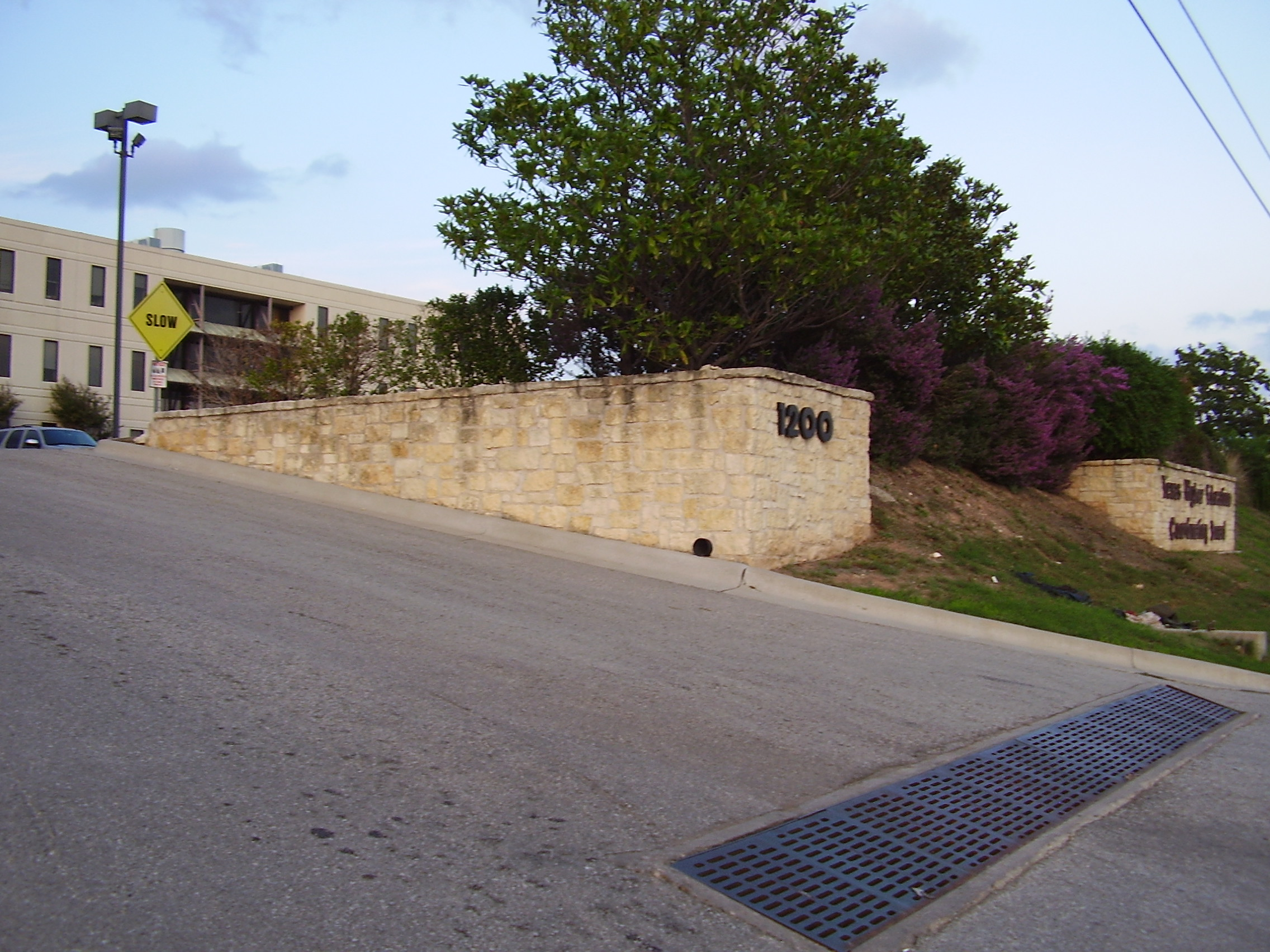
Штаб-квартира координационного совета высшего образования Техаса

В Техасе находятся более 1000 школьных округов, все кроме одного независимые от любой формы муниципального управления. Школьные округа нередко выходят за границы городов и округов штата. Независимые школьные округа имеют право облагать налогом жителей на своей территории и проводить принудительное отчуждение частной собственности. Школьные округа контролируются агентством образования Техаса, которое может обеспечивать дополнительное финансирование, но его юрисдикция ограничена в основном возможностью вмешиваться в дела в отстающих округах.
В Техасе находятся 36 частных и государственных университетов, 32 из которых являются частью одной из шести систем университетов штата. Классификация Карнеги учреждений высшего образования выделяет 4 университета Техаса как исследовательские с очень высокой научной активностью (англ. RU/VH): Университет Райса, Техасский университет A&M, Техасский университет в Остине и Хьюстонский университет.

## Начальное и среднее образование

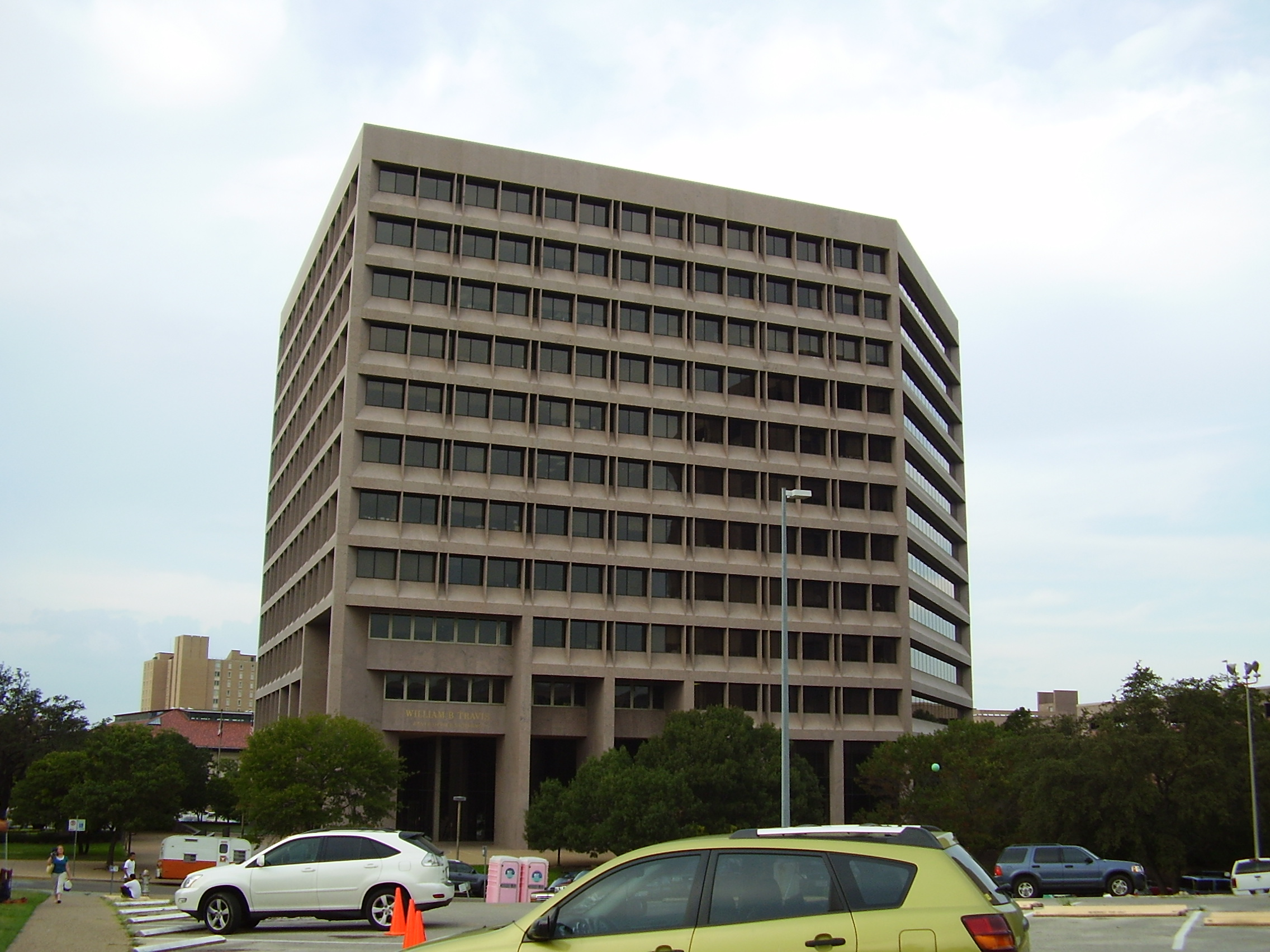
Главный офис агентства образования Техаса расположен в офисном здании Уильяма Трэвиса в Остине

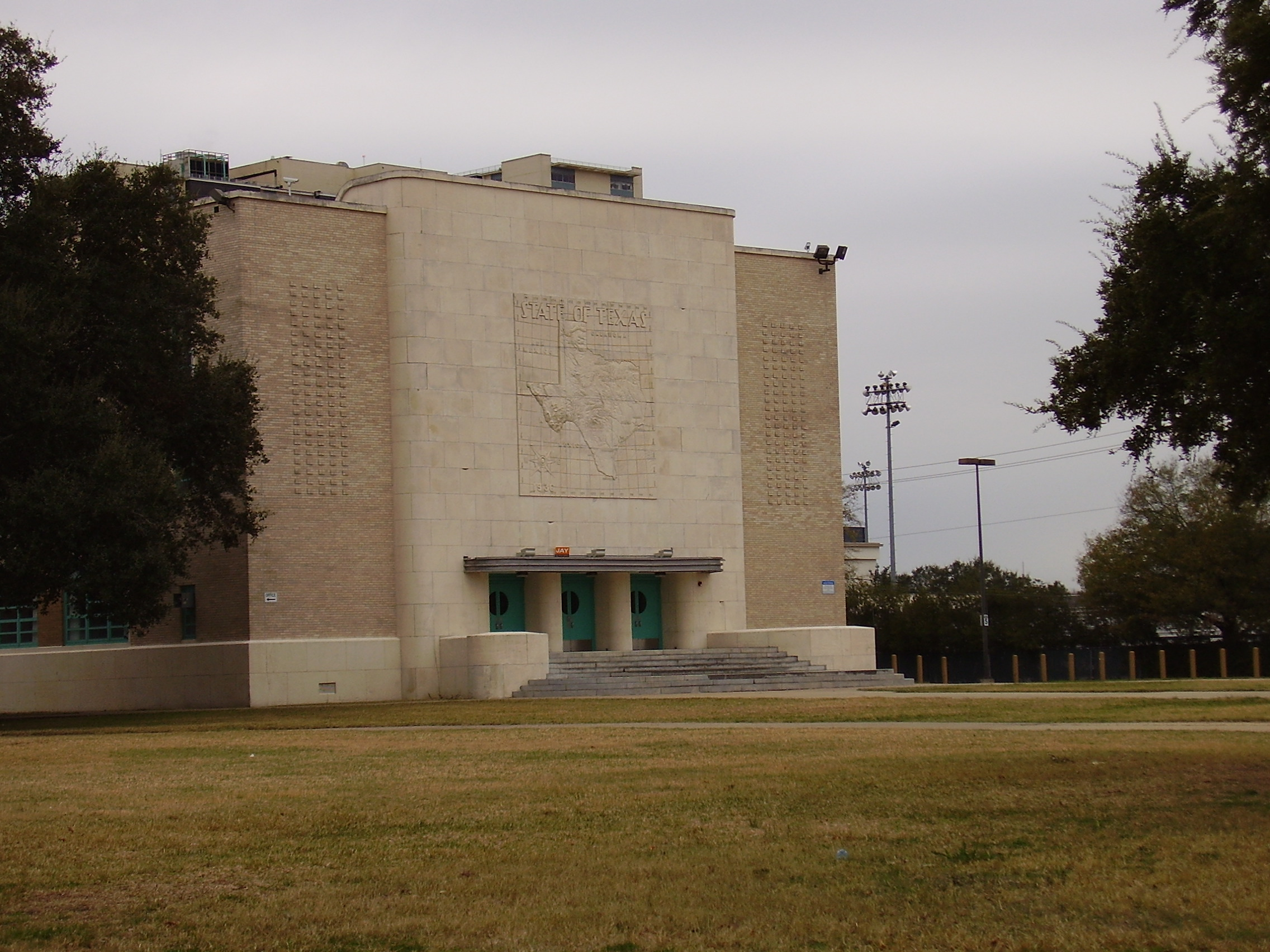
Вход в актовый зал школы Ламар в Хьюстоне украшен картой штата Техас.

Среди более 1000 округов есть гигантские, как Хьюстонский независимый школьный округ, так и маленькие, например в независимом школьном округе Дивайд находятся всего 26 учеников. Все кроме округа кроме одного не подчиняются местным органам управления и называются независимыми (англ. ISD). Кроме того, зачастую границы школьных округов не совпадают с административным делением. Школьные округа имеют право устанавливать собственный налог и проводить экспроприацию. Единственным исключением является Муниципальный школьный округ Стаффорда, который обслуживает город Стаффорд и управляется властями этого города.
Агентство образования Техаса осуществляет надзор как над бесплатными, так и над чартерными школами. Из-за «независимого» характера школьных округов фактически юрисдикция агентстве сильно ограничена. Агентство разделено на двадцать региональных образовательных центров, которые обслуживают местные школьные округа. В штате работает «план Робина Гуда», который является спорной системой перераспределения налога и обеспечивает требование суда справедливого финансирования школ всех школьных округов в штате. В попытке уравнять финансирование всех округах Техаса, налог на собственность из богатых школьных округов идёт на финансовую поддержку в бедных округах.
В штате, особенно в мегаполисах, также имеется множество частных школ всех типов (нерелигиозных, католических и протестантских). Агентство образования не имеет влияния на частные школы. Частные школы могут работать без аккредитации, а ученикам не требуется сдавать выпускные экзамены. Однако многие частные школы предпочитают получить аккредитацию и проводить тесты успеваемости для того, чтобы показать возможным клиентам, что школа действительно заинтересована в эффективности образовательного процесса.
Штат считается одним из наиболее лояльных штатов по отношению к домашнему образованию. Ни агентство, ни местный школьный округ не имеют полномочий по регулированию деятельности домашних школ. Законодательство штата требует, чтобы учебные программы: 1) обучали «чтению, правописанию, грамматике, математике и изучению правил хорошего гражданина» (последнее интерпретируется как курс граждановедения) и 2) должны преподаваться «добросовестным» (Bona fides) образом. Законами не определено минимального количества дней в году, или часов в день, которые должна длиться программа обучения, а также не требуется проведения выпускных экзаменов. Справедливость домашнего обучения была оспорена в Техасе, но вехой в судебной практике стало дело «Липер против независимого школьного округа Арлингтон», в результате которого суд постановил, что домашнее обучение является законным, и что штат не имеют практически никаких полномочий регулировать практику.
По состоянию на 2010 год 49% детей, обучающихся в бесплатных школах в Техасе являются испаноязычными. За десять лет, с учебного года 1999-2000 годов по учебный год 2009-2010, рост учеников-выходцев из Латинской Америки в бесплатных школах составил 91% от общего роста. Общее число студентов увеличилась на 856 061, из них 775 075 студентов были латиноамериканского происхождения.

### Стандартизованные тесты
До 2003 года в Техасе действовали правила, по которым ученикам было положено сдавать тест оценки академических знаний Техаса(англ. Texas Assessment of Academic Skills(TAAS)), с помощью которого проверялись знания по чтению, письму и математике. В 2003 году проверки были заменены новым тестом оценки знаний и навыков Техаса(англ. Texas Assessment of Knowledge and Skills(TAKS)). Новый тест включал в себя проверки по естественным и социально значимым наукам. Начиная с 2013 года тест заменяется новым, который назвали оценкой академической готовности штата Техас(англ. State of Texas Assessment of Academic Readiness(STAAR)). Тест будет проводиться по итогам курса, а не учебного года и будет иметь ряд повышенных требований.

## Государственные университеты и колледжи

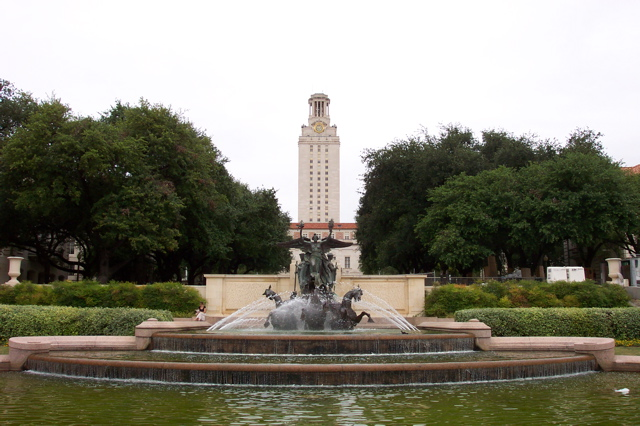
Техасский университет в Остине

Билль техасских законодателей за номером 588 гарантирует автоматический приём в университеты штата ученикам, окончившим свою школу в числе 10% лучших. Законопроект призывает не обращать внимание на расу абитуриентов, одновременно исключая случаи, аналогичные делу Хопвуд против штата Техас (1996), выигранному белой абитуриенткой, сумевшей доказать, что её дискриминационно не приняли в юридическую школу Техасского университета.

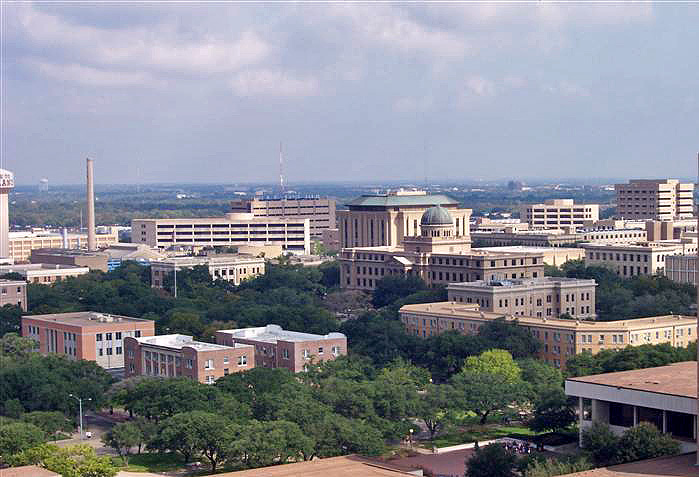
Техасский университет A&M

В Техасе находятся 36 частных и государственных университетов, 32 из которых являются частью одной из шести систем университетов штата.
Открытие месторождения полезных ископаемых, в частности нефти, на землях университетского постоянного фонда, помогло обеспечить быстрый рост двух крупнейших университетских систем штата:  Системы Техасского университета и Системы Техасского университета A&M. Четыре других системы университетов — Система Хьюстонского университета, Система университета Северного Техаса, Система университета штата Техас и Система Техасского технологического университета — не финансируются фондом.

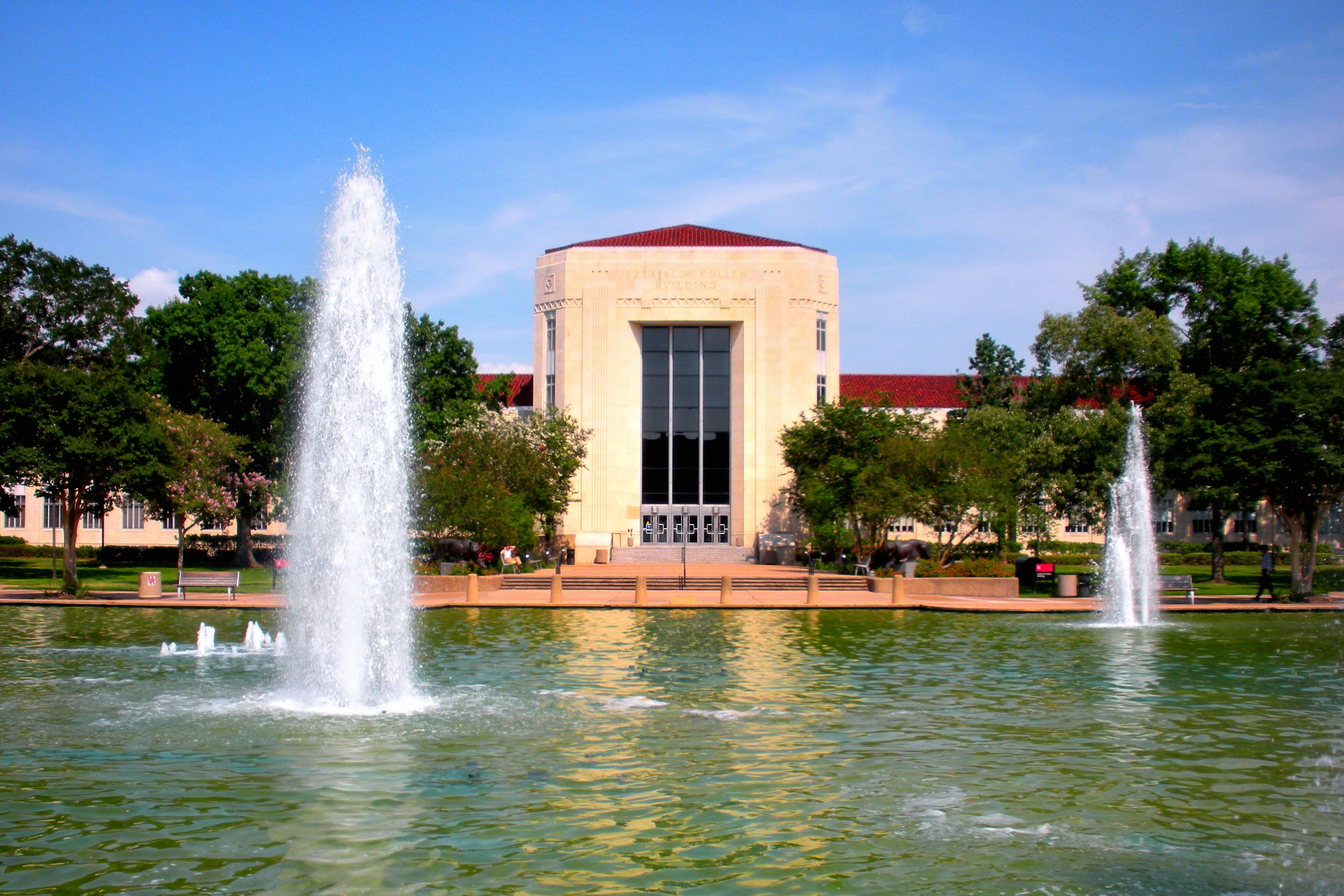
Хьюстонский университет

Фонд Карнеги выделяет четыре университета Техаса как исследовательские с очень высокой научной активностью (англ. RU/VH): Университет Райса, Техасский университет A&M, Техасский университет в Остине и Хьюстонский университет. Техасский университет в Остине и Техасский университет A&M являются флагманскими университетами штата Техас. Оба были учреждены конституцией Техаса и имеют свою долю в университетском постоянном фонде. Штат прикладывает усилия, чтобы расширить ряд флагманских университетов, расширив некоторые из его семи учреждений до «развивающихся исследовательских университетов». Два университета, Хьюстонский и Техасский Технологический в 2012 году получили право пользоваться деньгами национального научного фонда.

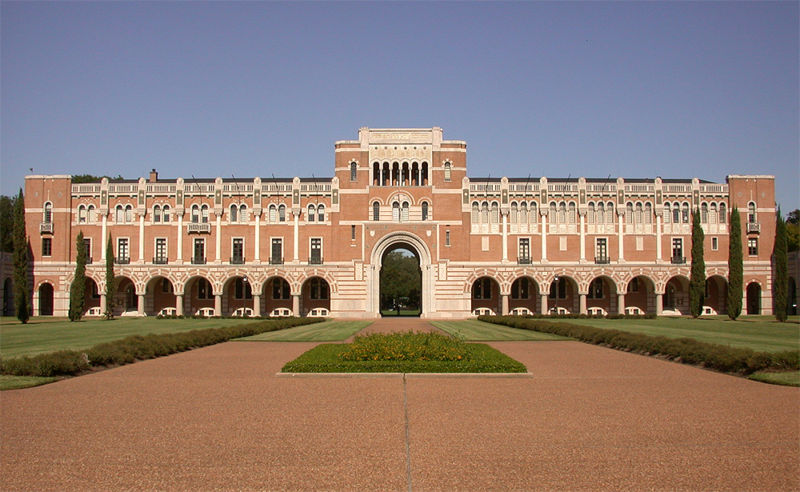
Университет Райса

В штате находится ряд различных частных высших учебных заведений, начиная от гуманитарных колледжей до национально признанного исследовательского университета Райса. Университет, расположенный в Хьюстоне, является одним из ведущих учебных и исследовательских университетов Соединённых Штатов и занял 17 место в рейтинге университетов «U.S. News & World Report». Частный университет Тринити в Сан-Антонио занимает первое место, в первую очередь по программам бакалавра и отдельным программам магистра в западной части Соединённых Штатов в течение 20 лет подряд по рейтингу U.S. News. Также в число частных университетов в штате входят Бэйлорский университет, Университет Марии Хардин-Бэйлор и Юго-западный университет.
В университетах в Техасе настоящее время находятся три президентские библиотеки США: Библиотека и музей Линдона Бэйнса Джонсона в Техасском университете в Остине, Президентская библиотека Джорджа Буша в Техасском университете A&M и Президентский центр Джорджа Уолкера Буша в Южном методистском университете.

### Система Хьюстонского университета
Система Хьюстонского университета состоит из четырёх отдельных и различных учреждений, каждое из которых является автономным университетом и даёт свои степени. Флагманское учреждение Хьюстонский университет, является национально признанным исследовательским университетом с очень высокой научной активностью.. Три остальные учреждения системы являются самостоятельными 
университетами, а не филиалами Хьюстонского.
Флагманский Хьюстонский университет занимает 184 место в рейтинге национальных университетов по версии «U.S. News & World Report», при этом среди государственных учреждений университет занимает 103 место.
Ежегодное экономическое влияние системы хьюстонского университета на экономику Техаса сопоставимо с влиянием крупных корпораций: ежегодно в Техас привлекается $ 1,1 млрд новых средств, а общий объём составляет около $ 3.13 млрд. Кроме того, система создает 24 000 рабочих мест в штате. В дополнение, каждый год университет выпускает около 12 500 специалистов, пополняющих ряды работников в штате Техас.
| Университет                          | Год основания | Абитуриентов (осень 2012) | Площадь в акрах | Процент поступивших (осень 2012) | Средства         | Затраты на научные исследования(2011) | Классификация Карнеги                                            | Рейтинг «U.S. News»                       |
| ------------------------------------ | ------------- | ------------------------- | --------------- | -------------------------------- | ---------------- | ------------------------------------- | ---------------------------------------------------------------- | ----------------------------------------- |
| Хьюстонский университет              | 1927          | 40 747                    | 667             | 55,9%                            | $589,8 миллионов | $127,5 миллионов                      | Исследовательский университет (Очень высокая научная активность) | 184 в рейтинге национальных университетов |
| Хьюстонский университет в Клиэр-Лейк | 1971          | 8153                      | 524             | Нет данных                       | $22,6 миллионов  | $2,2 миллионов                        | Магистерский (большой выпуск)                                    | Неранжированный региональный университет  |
| Хьюстонский университет в даунтауне  | 1974          | 13 916                    | 20              | 90,3%                            | $34,7 миллионов  | $1,5 миллионов                        | Бакалаврский– различные области                                  | 26-й в рейтинге региональных колледжей    |
| Хьюстонский университет в Виктории   | 1971          | 4335                      | 20              | 84,6%                            | $15,2 миллионов  | $1,2 миллионов                        | Магистерский (большой выпуск)                                    | Региональный университет второго класса   |

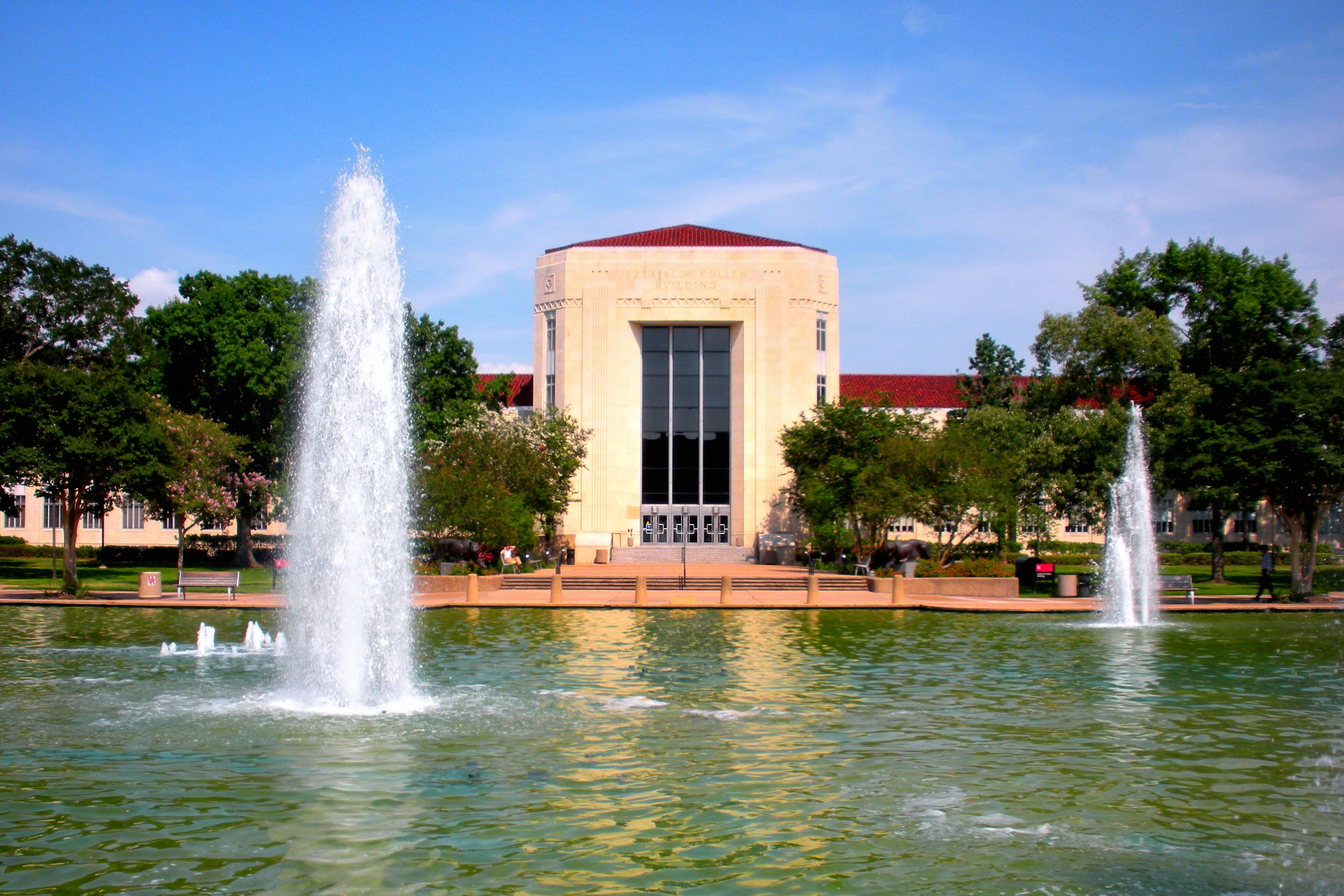
Хьюстонский университет
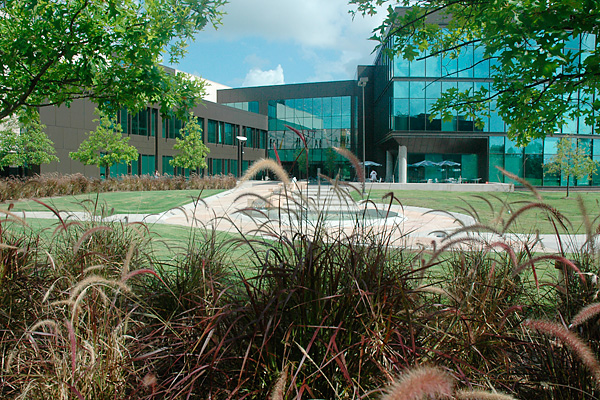
Хьюстонский университет в Клиэр-Лейке
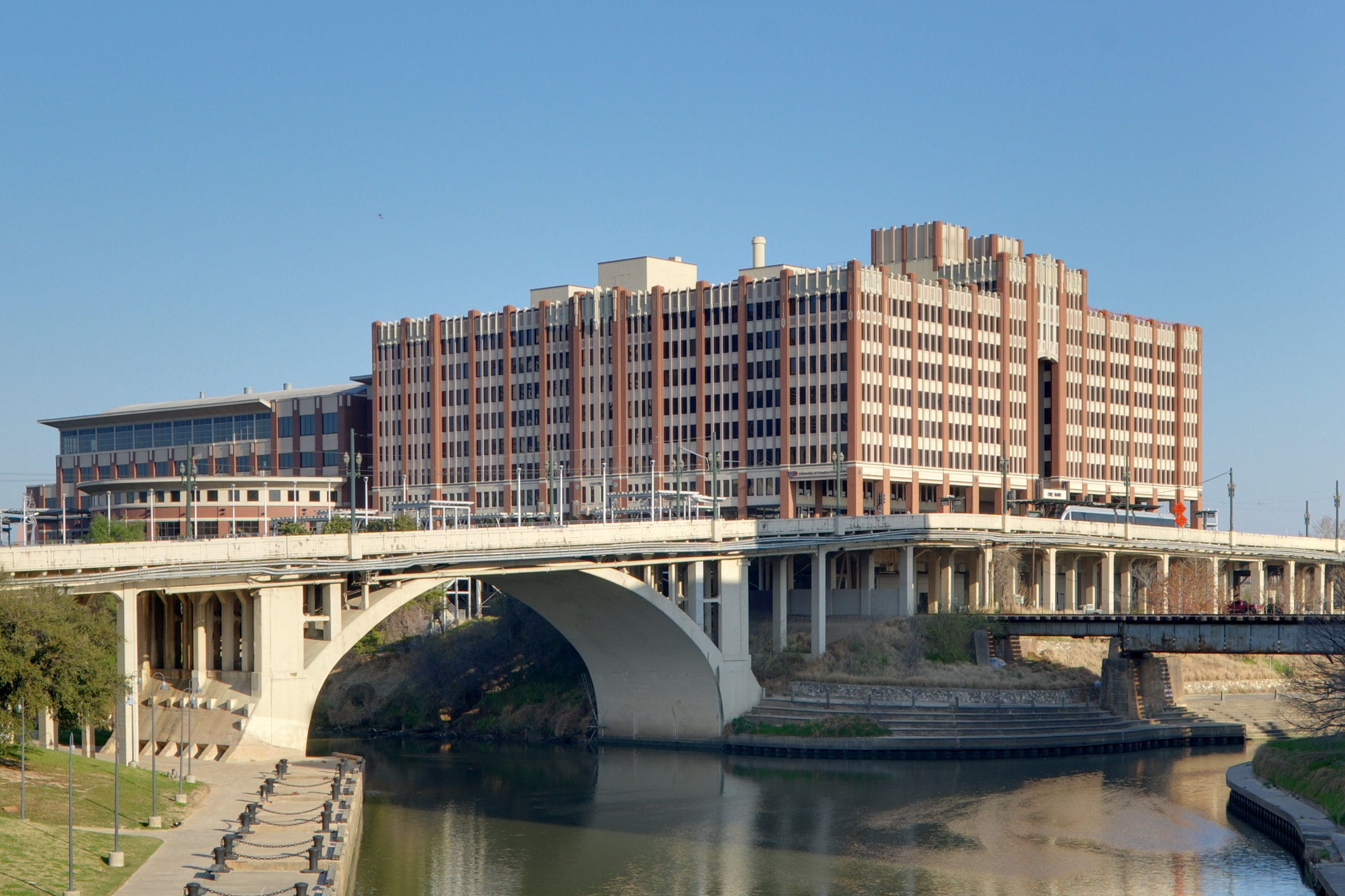
Хьюстонский университет в даунтауне

### Система университета Северного Техаса
Система университета Северного Техаса состоит из трёх учреждений, каждое из которых располагается в метрополии Даллас — Форт-Уэрт — Арлингтон

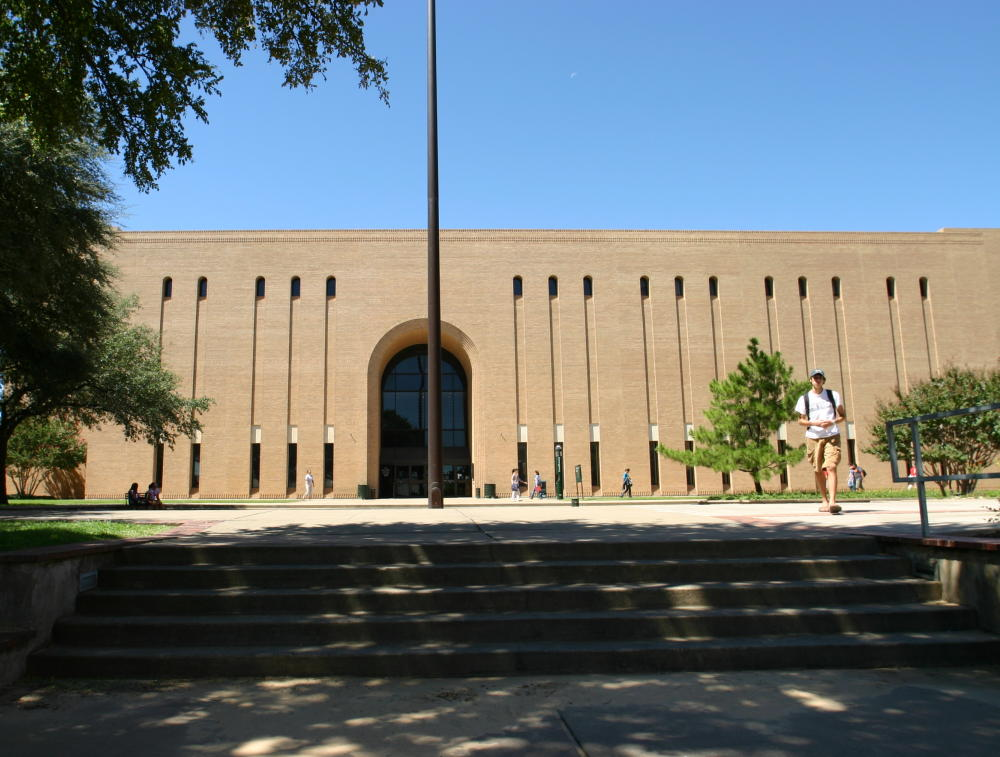
Университет Северного Техаса

Главный университет системы расположен в Дентоне. Он является крупнейшим в регионе и четвёртым по размерам в штате. Университет специализируется на таких областях, как управление бизнесом, преподавание, инженерное дело, музыка и наука.
Система также осуществляет надзор за Университетом Северного Техаса в Далласе, единственным государственным университетом, расположенным в пределах Далласа, а также за Медицинским научным центром университета Северного Техаса в городе Форт-Уэрт. Медицинский центр является единственным колледжем в Техасе, который изучает остеопатию.

### Система техасского университета

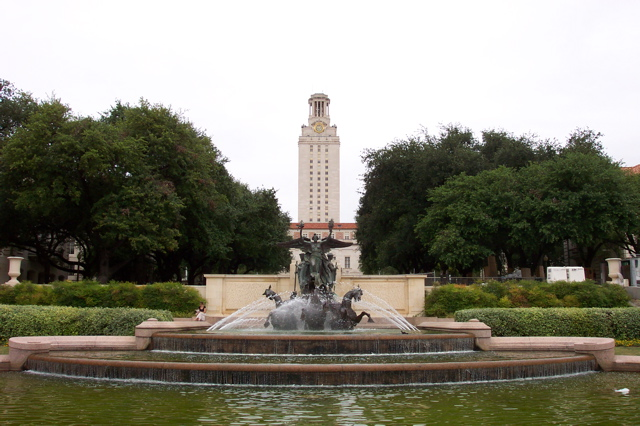
Техасский университет в Остине

Система техасского университета, образованная конституцией Техаса в 1876 году, состоит из восьми академических университетов и пяти медицинских учреждений. В 2004 году в учреждения системы техасских университетов поступило в общей сложности 182 752 студентов, что делает её одной из крупнейшей систем высшего образования в стране. В 2004 году в крупнейшем учреждении системы, Техасском университете в Остине, поступило 50 377 студентов. Какое-то время Техасский университет в Остине был крупнейшим университетом в США, а на данный момент входит в тройку крупнейших. По данным комплексного исследования качества выпускников школ проведённого Национальным исследовательским советом США, семь докторских программ университета в Остине входят в число 10 лучших в стране, а 22 образовательных программ бакалавров и магистров входят в число лучших 25. Четыре из семи медицинских школ Техаса находятся в системе техасских университетов. В 2004 году Юго-западный медицинский центр техасского университета в Далласе занимает 12 место среди самых лучших медицинских школ в Соединённых Штатах. В центре обучались четыре из одиннадцати техасских лауреатов нобелевской премии.. Техасский университет в Далласе занимает лидирующие позиции в области космических исследований, нанотехнологий, а также кибербезопасности. В 2020 году в университете обучалось свыше 29 тысяч студентов на 140 академических программах.

### Система университета A&M

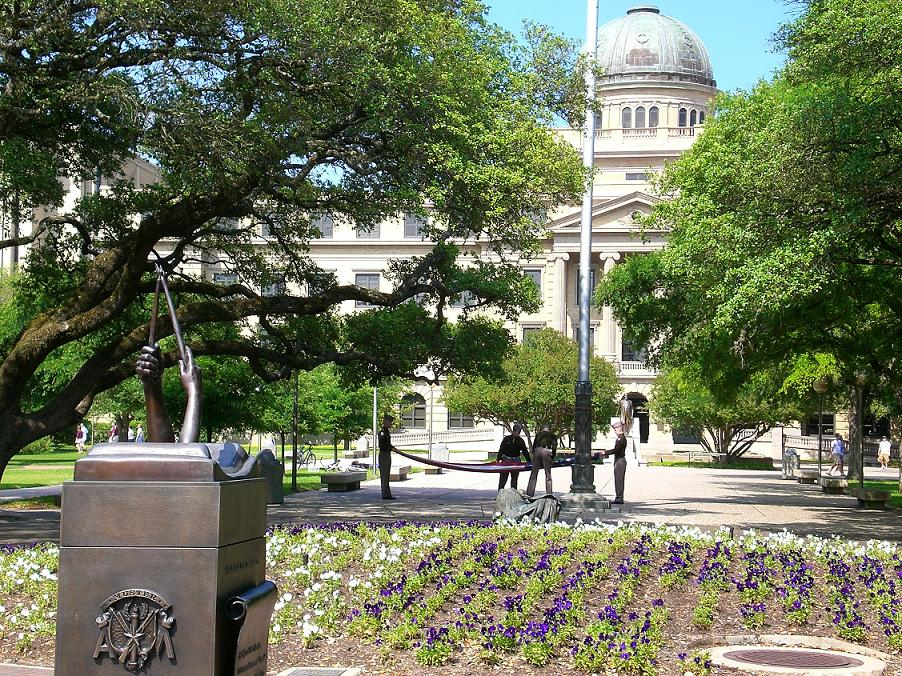
Техасский университет A&M

Система техасского университета A&M была создана правительством Техаса в 1871 году и является второй по величине системой государственных университетов в Техасе. Флагманский Техасский университет A&M расположен в городе Колледж-Стейшн, был открыт в 1876 году и является старейшим высшим учебным заведением в штате. Университет занимает лидирует в штате по числу финансируемых научных исследований, превосходя в том числе техасский университет в Остине. Университет входит в десятку национальных университетов по числу научных исследований. Это самый большой университет в Техасе, и четвёртый по величине в США. Соперничество техасского университета и университета A&M восходит к концу XIX века.
Университет A&M в Прейри-Вью (к северо-западу от Хьюстона) исторически являлся университетом для чернокожего населения и является частью системы техасского университета A&M. Университет предлагает программы бакалавра по 50 научным специальностям, 37 магистерских и 4 докторских программы в девяти колледжах и школах. Университет A&M в Прейри-Вью основан в 1876 году и является вторым старейшим спонсируемым государством высшим учебным заведением в Техасе.

### Система университета штата Техас

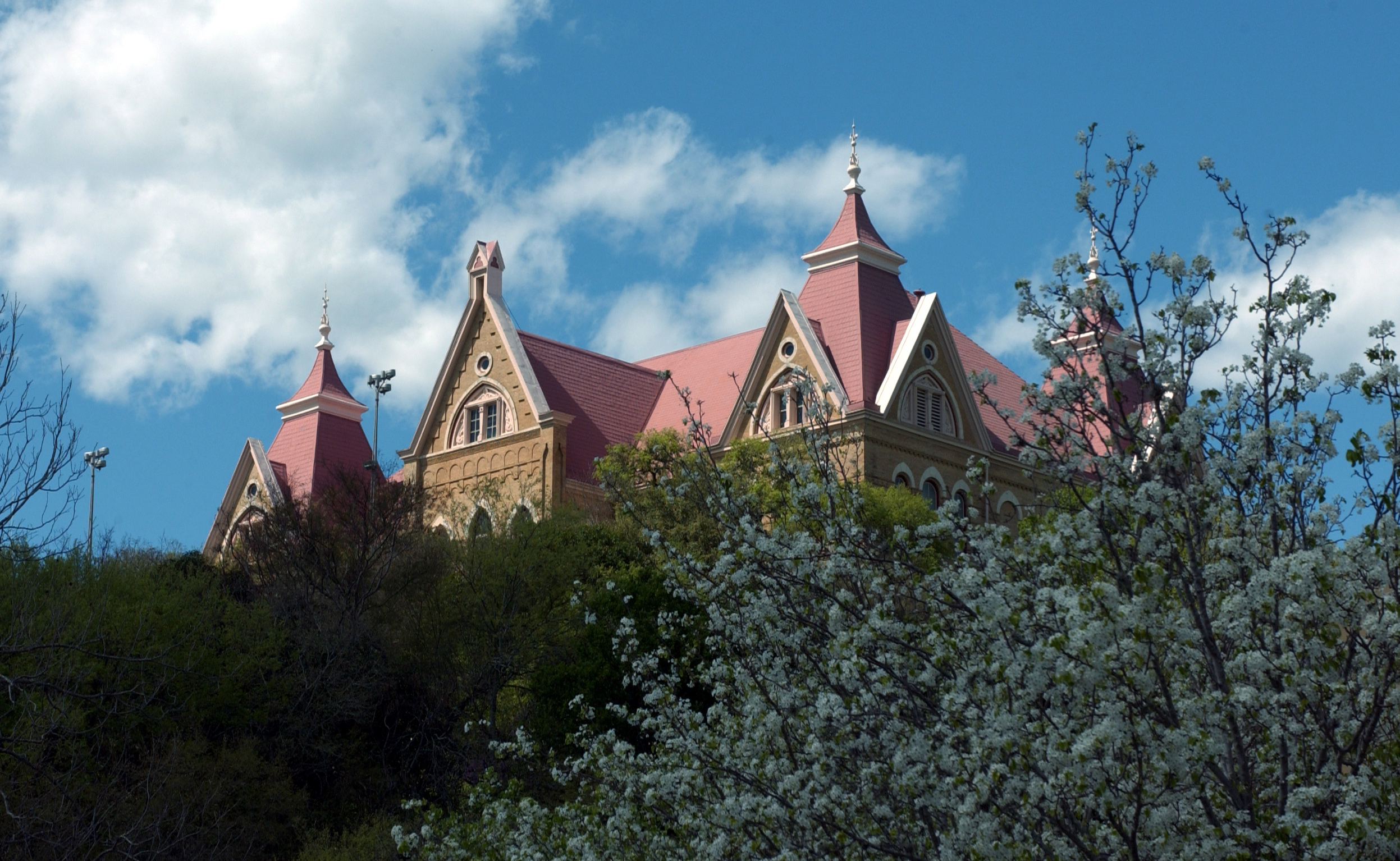
Университет штата Техас

Система университета штата Техас, созданная в 1911 году для наблюдения за педагогическими колледжами, является старейшей мультисистемной университетской системой в Техасе. Это единственная система в Техасе, в которой нет флагманского университета, все высшие учебные заведения системы считаются по-своему уникальными. Со временем часть учебных заведений перешли под управление других систем, в данный момент в системе находятся восемь учебных заведений. Университет штата Техас, находящийся в Сан-Маркосе, на полпути между Сан-Антонио и Остином, является крупнейшим университетом системы, в нём обучается более 30 тысяч студентов. Университет Ламара в Бомонте, ранее имевший собственную систему, присоединился к системе университета штата Техас в 1995 году. В 2010 году в университете, славящемся своими инженерными программами, обучалось 13 384 студентов. Государственный университет Сэма Хьюстона в Хантсвилле является вторым по численности с 18 478 и обладает одной из обширных и лучших программ в области криминального права в мире.

### Система техасского технологического университета

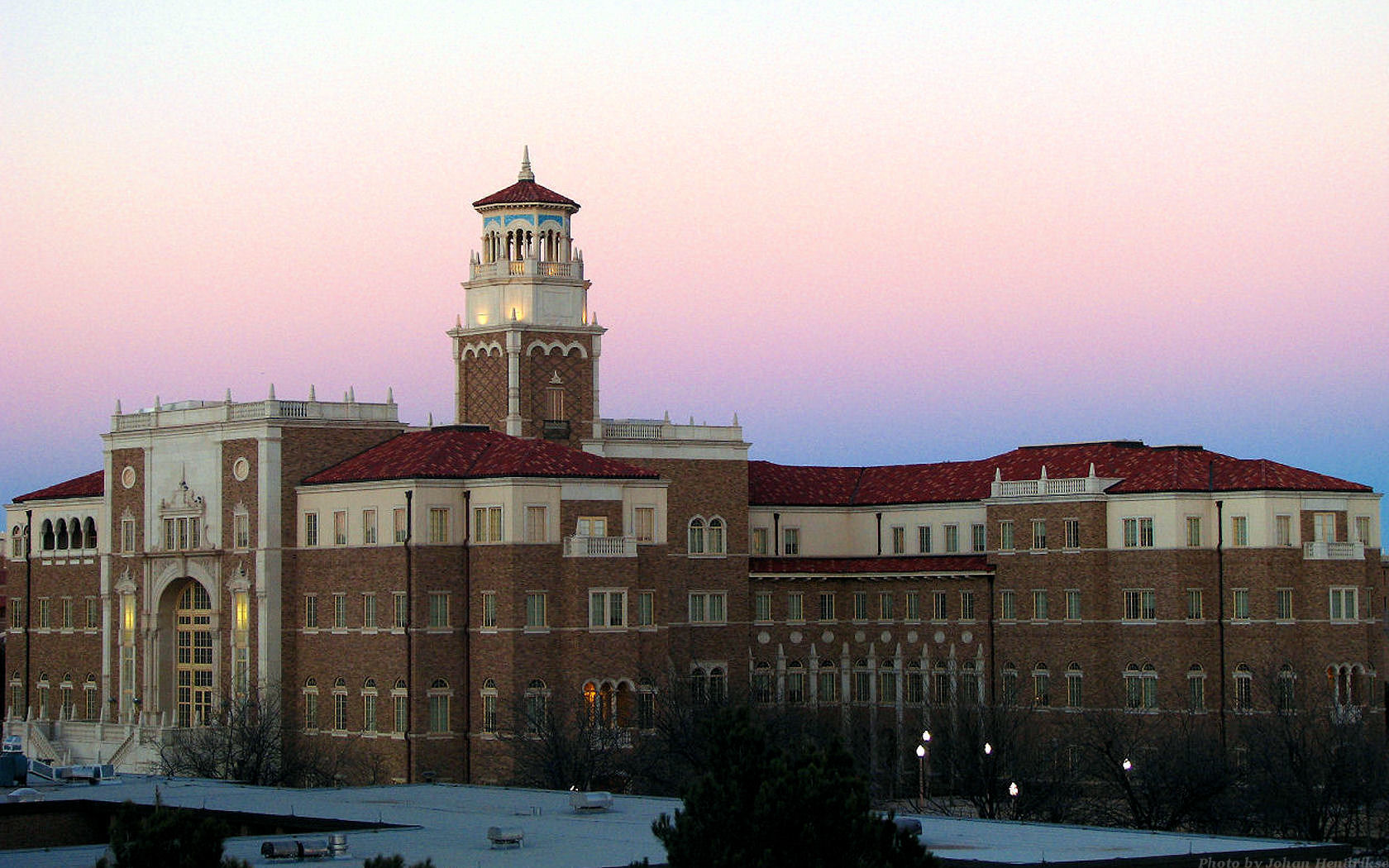
Техасский технологический университет

Система техасского технологического университета была создана в 1996 году, хотя университет в городе Лаббок существует с 1923 года. Система состоит из двух университетов: национально признанный региональный Государственный университет Анджело в Сан-Анджело и Техасский технологический университет в Лаббоке, флагман системы, единственный университет в Техасе, где, наряду с базовым высшим образованием, есть юридические курсы и медицинская школа. Система также включает в себя ряд филиалов научных центров здоровья техасского технологического университета, в Амарилло, Эль-Пасо, Лаббоке и Одессе, а также и восемь учебных центров в Абилине, Амарилло, Фредериксберге, Марбл-Фолс и Джанкшене. Помимо этого, в Кведлинбурге (Германия) и в Севилье (Испания) функционируют два филиала университета.

### Независимые государственные университеты
Четыре государственных университета никаким образом не связаны ни с одной из шести систем. К ним относятся:
- Государственный университет Среднего Запада[англ.] в Уичито-Фолс, единственный гуманитарный колледж[англ.] в штате.
- Государственный университет Стивена Остина[англ.] в городе Накодочес, который управляет одной из двух школ лесного хозяйства, единственной в Восточном Техасе (крупном регионе заготовки древесины штата)
- Южный техасский университет[англ.] в Хьюстоне, первый исторически чёрный университет в Техасе, в котором начали преподавать право и первый университет в Хьюстоне, который начал поддерживаться государством.
- Женский техасский университет[англ.] в Дентоне, является крупнейшим женским университетом в США, обладающим государственной поддержкой (официально в университете проходит совместное обучение)

### Система технических колледжей Техаса
Под управлением штата также находится Система технического колледжа Техаса, предлагающая двухлетнее обучение в заведениях по всему штату. Штаб-квартира и флагманское учебное заведение находятся в Уэйко.

### Общественные колледжи
В Техасе находятся несколько общественных колледжей. Несмотря на то, что территориальная юрисдикция каждого колледжа установлена властями штата, сами колледжи управляются местными советами попечителей, и финансируются в основном за счет местных налогов на недвижимость.
Налогооблагаемые области и территориальная юрисдикция не обязательно совпадают.

## Частные колледжи и университеты

### Остин
На территории Остина находятся следующие высшие учебные заведения: Остинская пресвитерианская духовная семинария, Техасский университет Конкордия, Университет Хастон-Тиллотсон, Университет Сент-Эдвардс, Юго-западная семинария, Бизнес-школа Эктон, Остинская высшая школа богословия, филиал колледжа Вирджинии, Остинский институт искусств, а также филиал университета Парка.

### Даллас — Форт-Уэрт

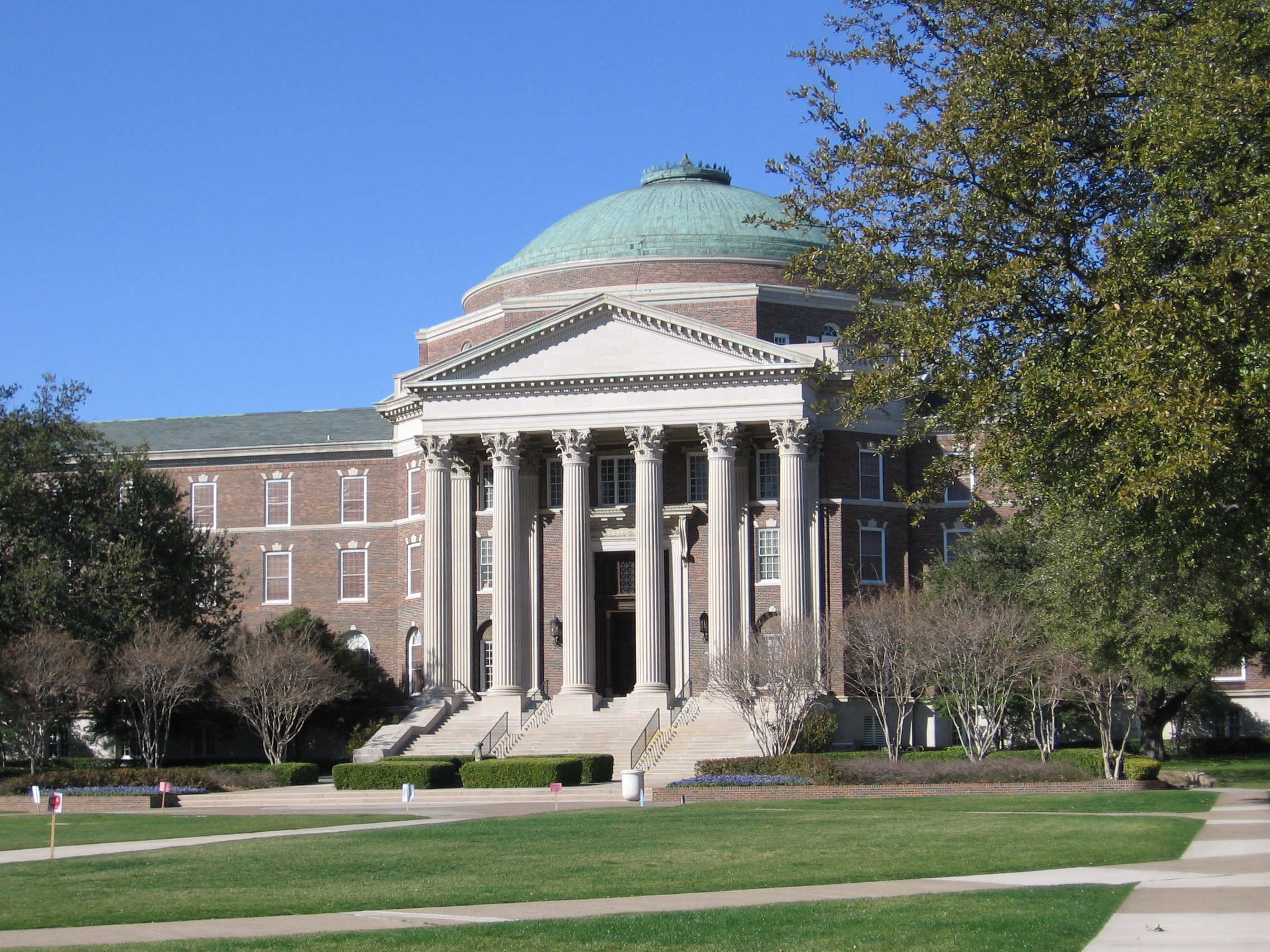
Южный методистский университет

В Далласе находится ряд частных университетов и колледжей, в том числе Южный методистский университет (самая большая юридическая школа в районе Далласа), Далласский университет и Техасский христианский университет.

#### Колледж Остина
Колледж Остина является частным гуманитарным высшим учебным заведением, связанным с пресвитерианской церковью США и расположенном в городе Шерман, в 100 километрах к северу от Далласа. Созданный в ноябре 1849 года, он является старейшим колледжем в Техасе, сохранившим оригинальное названия и устав, согласно исторической комиссии Техаса. Колледж назван в честь героя Техаса Стивена Остина, который, вместе со своей сестрой Эмили, подарил колледжу 1500 акров (6 км²) земли. Другая важная фигура в истории Техаса, Сэм Хьюстон, входил в оригинальный состав попечительского совета школы. Согласно рейтингу U.S. News & World Report, колледж Остина входит в число 100 лучших колледжей в номинации «Лучший гуманитарный колледж» за 2006 год. Колледж Остина также вошёл в число «361 лучших колледжей» в 2006 году от компании The Princeton Review, был включён в гид по образовательным заведениям Колледжи, которые изменяют жизнь Лорена Поупа, а также в издании «Объективное руководство по 331 самому интересному колледжу» компании Kaplan, Inc.. Колледж Остина также находится на девятом месте в списке U.S. News 2006 года «Колледжи с наибольшим числом иностранных студентов». Он является членом группы престижных колледжей «International 50».

### Хьюстон

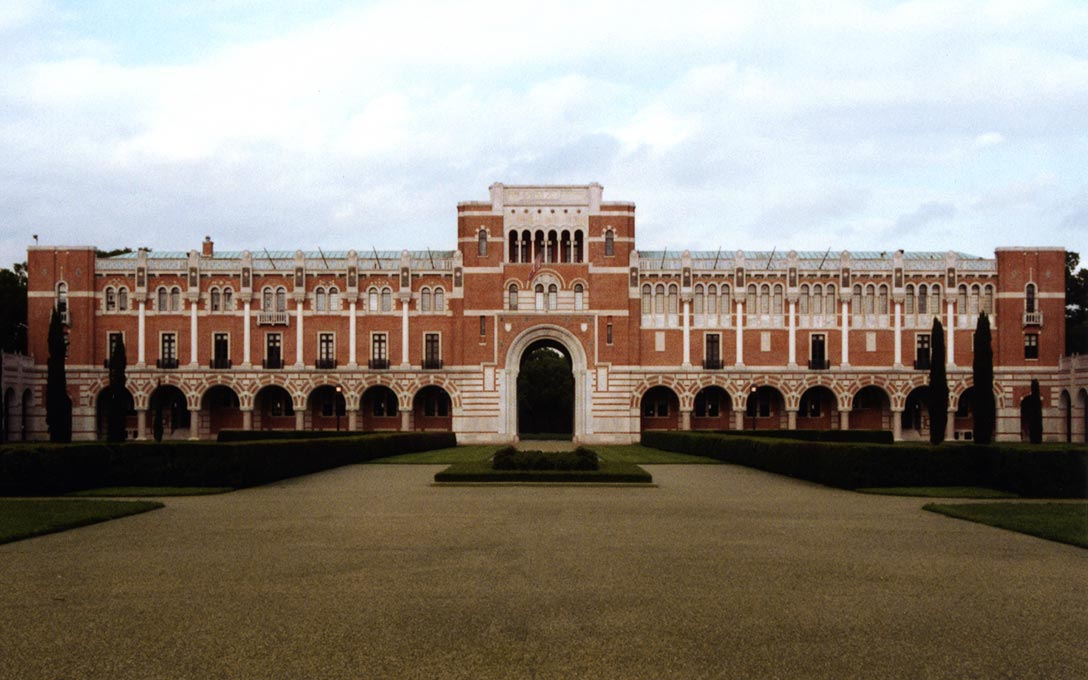
Университет Райса

В Хьюстоне располагается университет Райса, располагающий самым большим целевым капиталом среди университетов в мире. Небольшое число обучающихся по программе бакалавриата имеет один из самых высоких процентов лауреатов стипендии национального качества в США. Университет Райс содержит ряд различных научно-исследовательских учреждений и лабораторий. Университет Райса также связан с Научно-исследовательским центром территории Хьюстона, который поддерживается консорциумом университетов: университетом Райса, Техасским университетом в Остине, Техасским университетом A&M, а также Хьюстонским университетом.
Другим гуманитарным колледжем в Хьюстоне является Университет Сент-Томас. Он был основан базилианским орденом в 1947 году как католический университет. Бывший президент университета, архиепископ Джей Майкл Миллер, в настоящее время служит в Римской курии в качестве префекта католических университетов по всему миру. На территории университета находится ряд примечательных зданий, в частности, особняк семейств Линк и Ли некогда был крупнейшим домом в Техасе, также на территории находится дом, в котором провёл детство Говард Хьюз.

### Сан-Антонио
В городе и окрестностях находится четыре частных учебных заведения: Техасский университет Тринити, Техасский университет Сент-Мэри, Университет воплощенного слова и Университет озера Богородицы.

### Центральный Техас

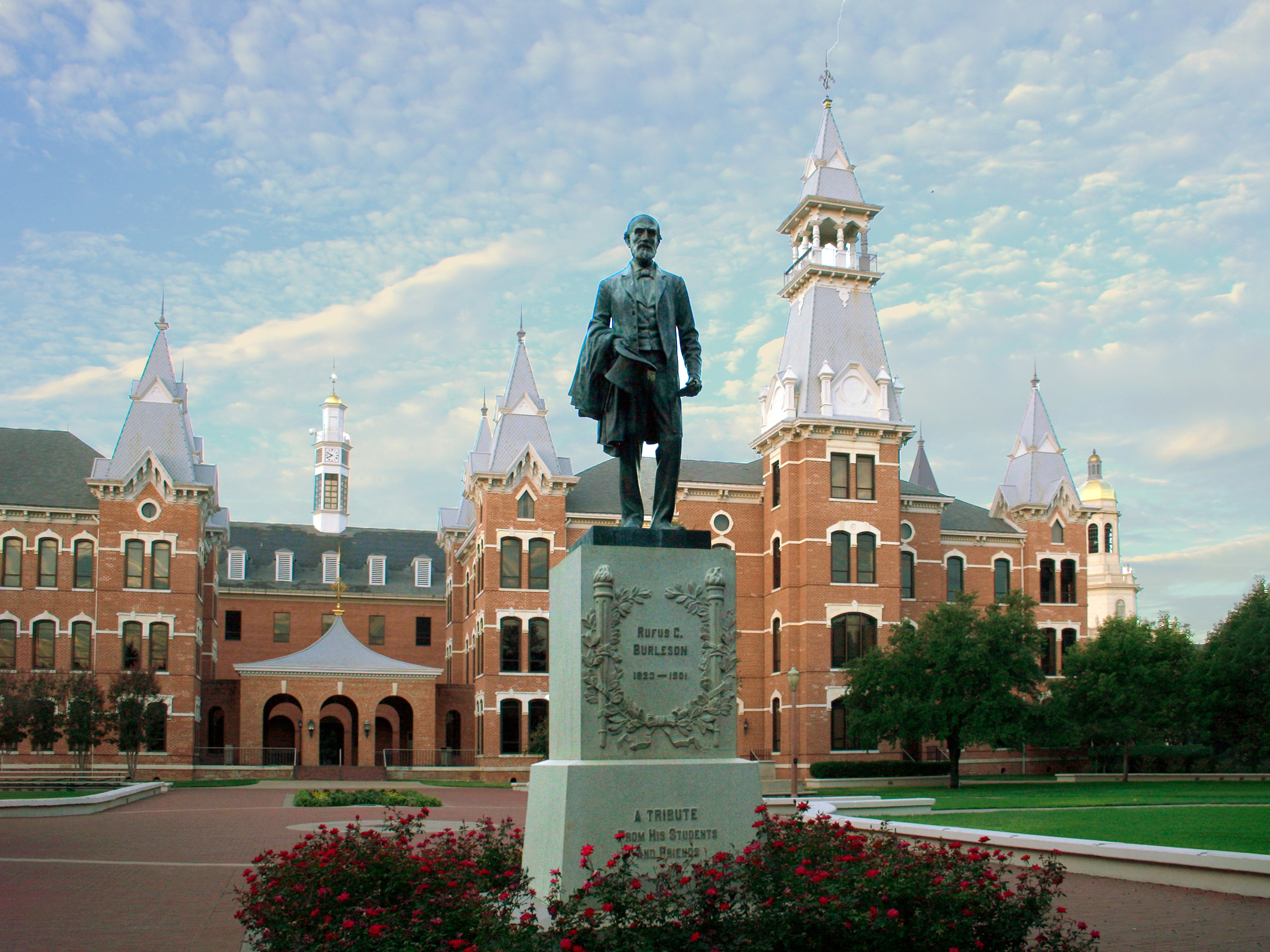
Бэйлорский университет

Бэйлорский университет, основанный в Республике Техас в 1845 году, является старейшим университетом в Техасе действующим под своим первоначальным управлением. Университет является одним из крупнейших баптистских университетов в мире, в котором обучается более 14 000 студентов. Бэйлорский университет аккредитован Южной ассоциации колледжей и школ, а также является членом ассоциации Южных баптистских колледжей и школ. Университет находится на территории 735-акров (2,97443947017 км2) к юго-востоку от центра города Уэйко.
В городе Белтон находится Университет Мэри Хардин-Бэйлор.

## Медицинские исследования

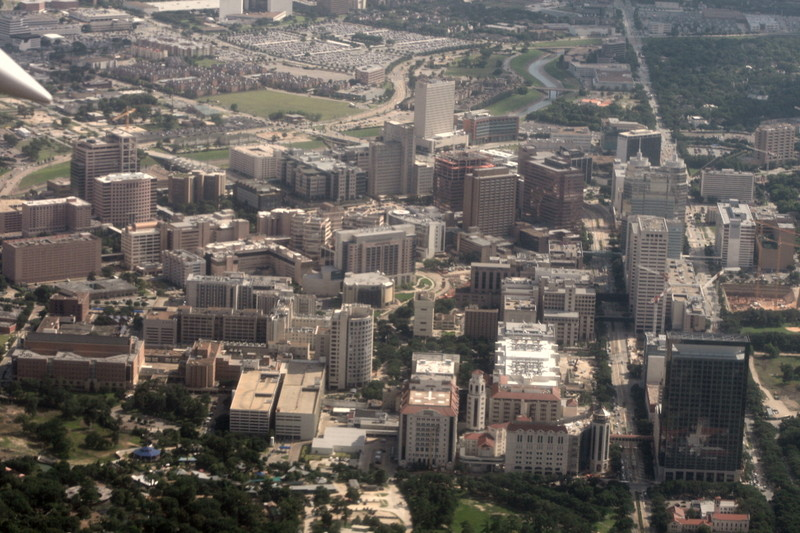
Вид с воздуха на Техасский медицинский центр в Хьюстоне

В Техасе находится несколько научно-исследовательских медицинских центров. В штате есть восемь медицинских школ,, три стоматологических школы и две школы оптометрии. На территории Техаса находятся две лаборатории с четвёртым, наивысшим уровнем биологической безопасности (BSL -4): в медицинском отделении Техасского университета в Галвестоне и в Техасском биомедицинском научно-исследовательском институте в Сан-Антонио — первой частной лаборатории с наивысшим уровнем опасности в Соединённых Штатах.
Техасский медицинский центр в Хьюстоне, является крупнейшим в мире, в его состав входят 45 исследовательских институтов в области здравоохранения. Центр также лидирует по числу пересадок сердца в мире. Медицинский центр Южного Техаса в Сан-Антонио занимает шестое место по значимости клинических исследований в США. Онкологический центр им. М. Д. Андерсона является одним из лучших академических институтов занимающихся образованием, исследованиями, профилактикой раковых заболеваний, а также уходом за пациентами.